# Тоса-ину
Тоса-ину, или тоса-кэн, или тоса (яп. 土佐犬 тоса-кэн), или тоса-токэн (яп. 土佐闘犬, «бойцовая собака тоса»), — единственная порода молоссов из Японии. Выведена в конце XIX века в провинции Тоса (отсюда название) на острове Сикоку для собачьих боёв. Очень редкая, как у себя на родине, где она является национальным достоянием, так и за её пределами. Используется как бойцовая собака, в качестве телохранителя и компаньона. Также известна под названиями кари, японский мастиф.

## История породы
История японской бойцовой собаки начинается с периода Эдо, когда для поднятия боевого духа самураев в княжестве Тоса стали проводить собачьи бои. На родине тоса-ину её прообразом считают некрупных лайкоидов коти-ину — шпицеобразных собак весом до 23 кг, имевших внешние сходства с современными акита-ину, которых специально выводили для таких поединков, а также для охоты на кабана.

Провинция Тоса на карте Японии

После того, как в Японии была отменена политика национальной самоизоляции, в страну устремился поток европейцев, а прибывшие с ними бойцовые собаки, вопреки правилам и традициям, стали безоговорочно побеждать в рингах местных чемпионов. В этой связи японцы решили создать новую местную породу, которая, с одной стороны, смогла бы отстоять честь японских собак, а с другой, соответствовать традициям церемоний и эстетике боя.
Активная селекционная работа началась в 1860-е годы и подразумевала улучшение физических и боевых характеристик, а также снижение болевой чувствительности. За основу были взяты собаки буль-типа, похожие на современного питбуля или стаффордшира. В 1872 году к помеси метисов питбуля и акиты была прилита кровь бульдогов старого типа, однако размер и строение черепа получившихся экземпляров не устроил японских заводчиков и спустя два года они прибегли к скрещиванию с английским мастифом. Результатом стали хороший рост и внушительная голова собаки, сопровождавшиеся потерей подвижности и приобретением излишней злобы в отношении человека. Это могло привести к нападению собаки на судей в ринге во время боя, что недопустимо. В 1876 году поголовье было стабилизировано скрещиванием с немецким пойнтером, а в 1924 году с целью увеличения подвижности и акцентирования атлетического облика добавлена кровь немецкого дога. Так как порода была ещё достаточно далека от нужных кондиций, перед тем, как приступить к разработке породного стандарта, в течение трёх поколений проводилось инбридное разведение.
Вторая мировая война не нанесла поголовью тоса-ину урона, сопоставимого с тем, что постиг крупные породы в Европе, хотя по некоторым данным содержание тосы в то время каралось смертью. Некоторые заводчики прятали своих собак в глухих районах северных провинций, что позволило сохранить племенное ядро и продолжить разведение. Согласно другой версии, лучшие породные образцы были вывезены в Корею и на Тайвань.
В 1964 году тоса-ину была признана Международной кинологической федерацией (FCI) и отнесена к группе пинчеров и шнауцеров, молоссов, горных и швейцарских скотогонных собак; секции молоссов; подсекции мастифов.
Продажи тоса-ину из Японии за границу крайне редки, основная часть поголовья сосредоточена в том числе в Южной Корее, на Тайване и Гавайских островах. При этом, по мнению японских заводчиков, собаки вне Страны восходящего солнца заметно уступают по качеству аборигенным. В Европе первый представитель породы был зарегистрирован ориентировочно в 1976 году, первые помёты получены в Швеции и ФРГ к 1982 году. Тогда же порода появилась в Соединённых Штатах Америки, где нашла спортивное применение в вейтпуллинге: максимальный вес, взятый тосой, составил 1585 кг. В Россию первые щенки попали в начале 1990-х годов из Кореи. Несколько собак имеется в Англии, хотя согласно закону 1991 года, тоса-ину, наравне с питбультерьером, бразильским филой и аргентинским догом, входит в число запрещённых пород.
В 1998 году порода признана американским Объединённым клубом собаководства (UKC).

### Японская традиция собачьих боёв
Тоса-ину неразрывно связана с японской традицией собачьих боёв, которые до сих пор можно увидеть в провинции Тоса. Поединки собак в ринге, как и связанный с ними церемониал, проводятся по всем исторически сложившимся канонам и правилам. Несмотря на то, что каждый из участников обладает незаурядными бойцовскими качествами, организация процесса боя сводит риск получения собакой травмы к минимуму. К участию в таких поединках допускаются только взрослые кобели.
Карьера японской бойцовой собаки во многом перекликается с карьерой борца сумо. Бойцы соревнуются в четырёх весовых категориях — от 30 до 40 кг (лёгкий вес), от 40 до 45 кг (средний вес), от 45 до 55 кг и свыше 55 кг (тяжёлый вес), а также имеют различные ранги: маэгасира (яп. 前頭) — начинающий; комусуби (яп. 小結) — профессионал, участник 4 боёв; сэкивакэ (яп. 関脇) — участник 4—5 боёв; одзэки (яп. 大関) — участник, проведший свыше 10 боёв, претендующий на звание чемпиона; ёкодзуна (яп. 横綱) — чемпион; юсёкэн (яп. 優勝犬) — победитель турнира.
Церемонию венчает парад участников, на котором ёкодзун, одетых в роскошные фартуки ручной работы, стоимость которых может составлять порядка 30 тысяч долларов, выводят на плетёных шёлковых поводках два хендлера. Поединок происходит на округлом ринге в присутствии главного судьи и двоих его помощников. Для победы необходимо вытолкать противника с ринга, повалить, прижать к земле, удерживать, не позволяя подняться. За лай, визг, рычание, укус, отход от соперника более чем на три шага присуждается немедленное поражение. Поединок может длиться не более получаса, хотя обычно занимает около 10 минут. Критерии определения победителя, прежде всего, сводятся к оценке духа бойца, а затем его техники и продолжительности сражения. Участники, демонстрирующие длительные техничные схватки, в иерархии титулов поднимаются выше. Чемпион ринга получает накидку, украшенную самурайскими символами, и конопляный венок.
Кроме рангов, существуют специальные титулы:
- сэнсюкэн — соответствует званию «национальный чемпион», выбирается из собак рангом выше ёкодзуны и присуждается пожизненно;
- мэйкэн ёкодзуна — Великий Воин, присуждается сэнсюкэну, победившему в двух из трёх поединков с соперниками равного ранга, лишь 32 собаки из более 450 сэнсюкэнов смогли удостоиться этого титула;
- гайфу тайсё — присуждается собаке, показавшей в ринге наилучшую технику[2][10].

Собак-победителей обычно не продают, случаются лишь единичные сделки, в которых фигурируют огромные цены. Лучшие бойцы, поставляемые во дворец императорской семьи, разводятся в специализированном питомнике.

## Внешний вид

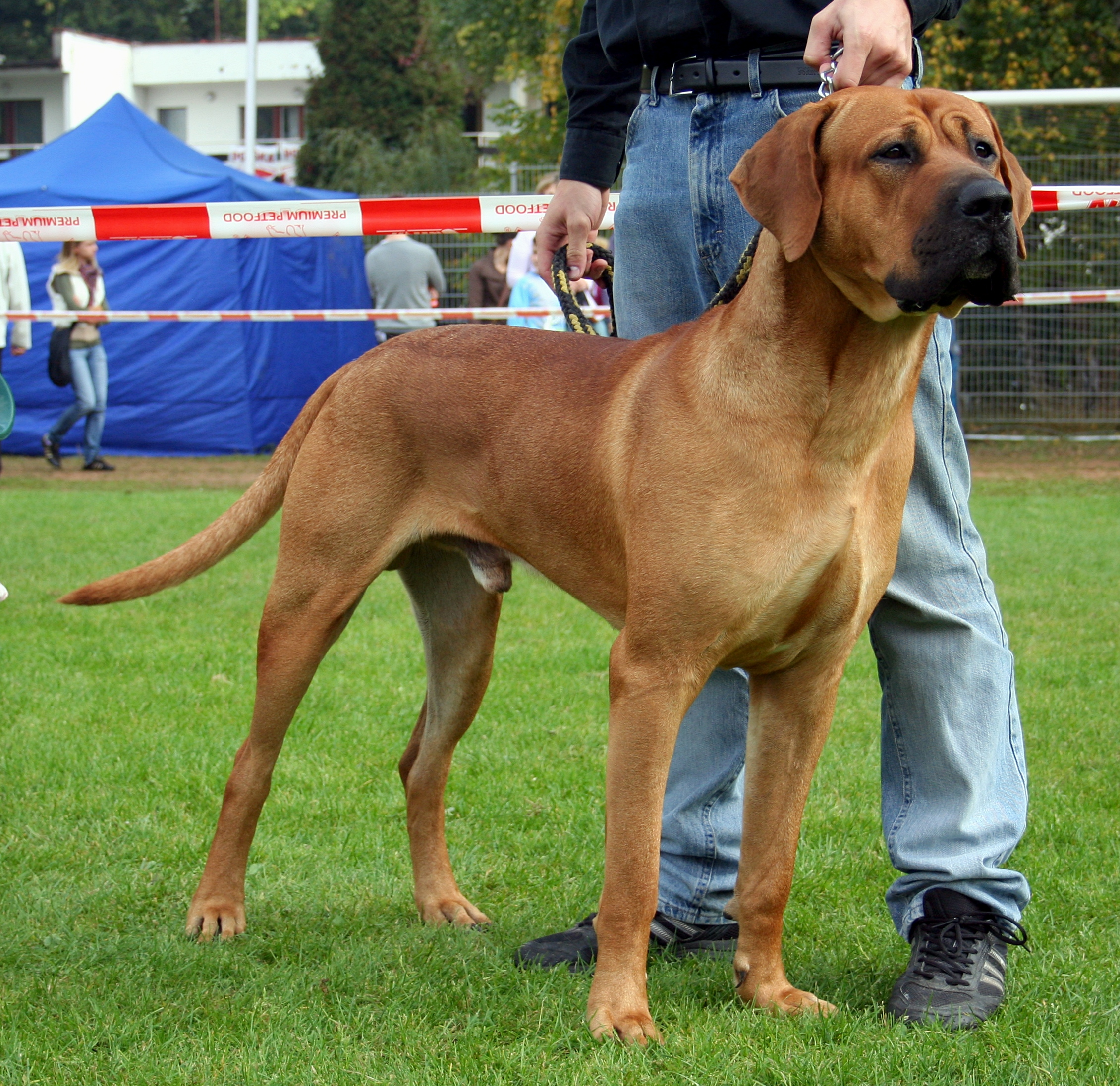

Крупного размера собака с величественной внешностью и массивным сложением, висячими ушами, короткой шерстью, квадратной мордой и висячим, толстым у основания хвостом.
Череп широкий, переход ото лба к морде достаточно резкий, морда умеренно длинная, спинка носа прямая, мочка носа большая и чёрная, челюсти сильные, зубы крепкие, прикус ножницеобразный. Глаза небольшие, тёмно-коричневого цвета, с выражением достоинства. Уши относительно небольшие, прилегают к скулам. Шея мускулистая, с подгрудком.
Холка выраженная, спина горизонтальная и прямая; поясница широкая, мускулистая; круп покатый; грудь широкая, глубокая, рёбра в меру изогнутые, живот хорошо подобран. Хвост высоко поставленный, у основания толстый, сужающийся к концу, его кончик достигает скакательного сустава. Передние конечности с прямыми крепкими предплечьями и прочными пястями, задние с хорошо развитой мускулатурой и правильными углами сочленений. Лапы сводистые, с хорошо развитыми подушечками пальцев и крепкими, небольшими, чёрными когтями.
Шерсть короткая, плотная и грубая. Окрас рыжий, палевый, абрикосовый, чёрный, тигровый; допускаются небольшие белые отметины на груди и лапах.
Высота в холке кобелей от 60 см, сук от 55 см, вес 40—90 кг.

## Темперамент
Спокойная, надёжная, терпеливая, управляемая и внимательная собака с характерной для молоссов ярко выраженной территориальностью, предельной самостоятельностью и целенаправленностью. Обладает исключительной силой и бесстрашием. Тоса очень предана хозяину, недоверчива к незнакомцам и агрессивна в отношении сородичей. Дрессировка этой серьёзной бойцовой собаки требует от владельца твёрдости и настойчивости. Исторически в этой породе не продвигали и не развивали ненависть и злость к человеку, на нейтральной территории она абсолютно к нему лояльна, если речь не идёт о физической угрозе хозяину, его ребёнку или собственным щенкам.

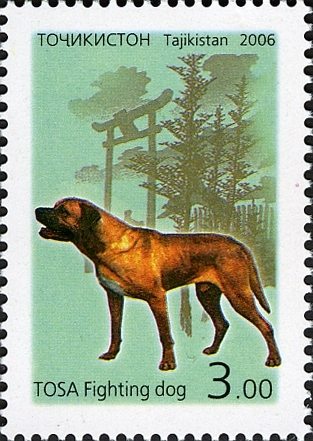
Тоса на почтовой марке Таджикистана

В тосе генетически заложено умение давать самостоятельную оценку ситуации, поэтому даже в случае, если хозяин не успевает дать соответствующую команду, собака будет действовать решительно. Даже без специальной тренировки тоса является хорошим телохранителем. В семье же этот отважный пёс ласков и нежен, а согласно данным американских исследователей, в Японии чистокровных тоса-ину использовали в качестве нянь. Японский клуб собаководства относит тосу к собакам-компаньонам, подчёркивая при этом её интеллигентность и высокую управляемость.

## Здоровье, содержание и уход
Тоса-ину обладают хорошим здоровьем и выносливостью, а также врождённой способностью терпеть и переносить боль, из-за чего порой сложно понять, что собака болеет. Среди заболеваний, которыми представители этой породы страдают наиболее часто, — дисплазия тазобедренного и локтевого сустава, нарушения сердечно-сосудистой системы и аллергические дерматиты. Средняя продолжительность жизни — от 8 до 12 лет.
Тоса-ину не слишком подходят для содержания в городских условиях; чтобы обеспечить необходимый объём физических упражнений, в которых они нуждаются, лучше отдать предпочтение сельской местности. Приступать к дрессировке, равно как и социализации, нужно с самого раннего возраста, в первую очередь это касается кобелей. Чем раньше щенок тосы начнёт общаться с людьми и животными, научится понимать мимику и позы других собак, тем больше шансов воспитать из него достойного компаньона. Обучая тосу, нельзя её оскорблять и применять физическое воздействие, она прекрасно понимает другие формы запретов и порицаний. Не следует заводить такую собаку, если в семье есть неуравновешенный или неуверенный в себе человек.
Тоса относится к числу собак спортивного склада, поэтому для развития её мускулатуры будет не лишней дополнительная нагрузка, для чего достигшую двухлетнего возраста собаку можно выгуливать в шлейке с грузами. Прогулки с играми на свежем воздухе по времени должны составлять не менее 1,5—2 часов.
Важно подобрать для собаки правильный рацион, для этого существуют разработанные для тосы корма с необходимым набором минералов и микроэлементов, а добавление желатина и других специальных добавок будет способствовать правильному формированию костяка у молодой собаки и поддержанию хорошей формы средневозрастной. Тоса — очень чистоплотная собака, поэтому мыть её нужно один раз в месяц. Зимой можно протирать шерсть чистым снегом, а летом — свежей травой, что поможет очистить её от загрязнения и удалить несвежий запах. Также следует регулярно вычёсывать шерсть, чистить уши и подрезать когти.

## Комментарии
1. ↑  Программа Джеймса Хинкса по выведению английского бультерьера стартовала в 1860 году, поэтому участие этих собак в создании тосы исключено[2].
2. ↑  Ножницеобразным считается прикус, при котором нижние резцы примыкают к внутренней стороне верхних резцов, а нижние клыки входят в промежуток между крайними верхними резцами и верхними клыками, обеспечивая крепкую хватку[13].